# Campeonato colombiano 1967
El Campeonato colombiano 1967 fue el vigésimo (20°.) torneo de la Categoría Primera A de fútbol profesional colombiano en la historia.

## Desarrollo
En esta temporada participaron 14 equipos, los mismos de la temporada anterior. Se jugaron cuatro vueltas (dos de local, dos de visitante) sumando 52 partidos por equipo. Este campeonato fue el segundo que ganó Deportivo Cali, el subcampeón fue Millonarios.
Se jugaron 364 partidos entre los 14 clubes inscritos y se anotaron 1105 goles siendo el Millonarios el que más anotó con 109 conquistas y el que más recibió fue el Deportes Tolima con 110 goles en contra. El goleador fue José María Ferrero de Millonarios con 38 goles.

## Datos de los clubes
| Equipo                 | Departamento       | Ciudad       |
| ---------------------- | ------------------ | ------------ |
| América de Cali        | Valle del Cauca    | Cali         |
| Atlético Bucaramanga   | Santander          | Bucaramanga  |
| Atlético Nacional      | Antioquia          | Medellín     |
| Cúcuta Deportivo       | Norte de Santander | Cúcuta       |
| Deportes Quindío       | Quindío            | Armenia      |
| Deportes Tolima        | Tolima             | Ibagué       |
| Deportivo Cali         | Valle del Cauca    | Cali         |
| Deportivo Pereira      | Risaralda          | Pereira      |
| Independiente Medellín | Antioquia          | Medellín     |
| Atlético Junior        | Atlántico          | Barranquilla |
| Millonarios            | Bogotá, D. C.      | Bogotá       |
| Once Caldas            | Caldas             | Manizales    |
| Independiente Santa Fe | Bogotá, D. C.      | Bogotá       |
| Unión Magdalena        | Magdalena          | Santa Marta  |

## Clasificación
| Pos. | Equipo                 | Pts. | PJ | G  | E  | P  | GF  | GC  | Dif. | Clasificación                   |
| ---- | ---------------------- | ---- | -- | -- | -- | -- | --- | --- | ---- | ------------------------------- |
| 1    | Deportivo Cali         | 73   | 52 | 29 | 15 | 8  | 89  | 48  | +41  | Campeón y Copa Libertadores.    |
| 2    | Millonarios            | 65   | 52 | 26 | 13 | 13 | 109 | 74  | +35  | Subcampeón y Copa Libertadores. |
| 3    | América de Cali        | 48   | 52 | 16 | 16 | 20 | 85  | 69  | +16  |                                 |
| 4    | Deportivo Pereira      | 60   | 52 | 19 | 22 | 11 | 88  | 73  | +15  |                                 |
| 5    | Junior                 | 59   | 52 | 24 | 11 | 17 | 80  | 64  | +16  |                                 |
| 6    | Santa Fe               | 53   | 52 | 19 | 15 | 18 | 87  | 79  | +8   |                                 |
| 7    | Deportes Quindío       | 50   | 52 | 16 | 18 | 18 | 79  | 82  | −3   |                                 |
| 8    | Cúcuta Deportivo       | 49   | 52 | 16 | 17 | 19 | 68  | 77  | −9   |                                 |
| 9    | Independiente Medellín | 49   | 52 | 16 | 17 | 19 | 71  | 83  | −12  |                                 |
| 10   | Unión Magdalena        | 47   | 52 | 15 | 17 | 20 | 94  | 96  | −2   |                                 |
| 11   | Atlético Nacional      | 47   | 52 | 14 | 19 | 19 | 75  | 81  | −6   |                                 |
| 12   | Atlético Bucaramanga   | 45   | 52 | 14 | 17 | 21 | 57  | 77  | −20  |                                 |
| 13   | Once Caldas            | 39   | 52 | 13 | 13 | 26 | 77  | 92  | −15  |                                 |
| 14   | Deportes Tolima        | 31   | 52 | 7  | 17 | 28 | 46  | 110 | −64  |                                 |

 Fuente: Rsssf

## Resultados
| 1967                   | AME     | BUC     | CAL     | CUC     | JUN     | MAG     | MED     | MIL     | NAL     | ONC     | PER     | QUI     | SFE     | TOL     |
| América de Cali        |         | 2:1 5:2 | 2:0 0:3 | 2:1 1:1 | 2:0 3:1 | 4:1 2:2 | 0:2 2:0 | 1:1 1:1 | 2:0 1:1 | 2:1 2:1 | 1:1 0:2 | 2:2 3:2 | 1:0 3:1 | 2:0 4:0 |
| Atlético Bucaramanga   | 0:0 1:1 |         | 2:2 1:2 | 2:1 1:0 | 3:2 0:2 | 1:0 2:2 | 0:2 0:0 | 2:2 1:0 | 1:1 1:0 | 1:2 1:0 | 0:2 1:2 | 1:0 1:0 | 1:1 1:0 | 1:1 5:0 |
| Deportivo Cali         | 2:2 1:1 | 2:0 2:0 |         | 3:0 2:1 | 0:0 6:1 | 3:1 2:1 | 0:0 1:0 | 1:0 3:3 | 4:2 2:0 | 2:1 1:0 | 2:4 3:1 | 1:1 1:0 | 0:2 2:0 | 5:1 1:0 |
| Cúcuta Deportivo       | 1:1 2:0 | 2:2 2:0 | 1:0 1:3 |         | 2:1 1:1 | 2:1 1:0 | 1:2 2:2 | 3:2 0:0 | 2:1 2:1 | 2:2 3:0 | 3:2 3:0 | 2:2 1:1 | 2:1 1:1 | 1:1 3:1 |
| Atlético Junior        | 2:2 2:1 | 2:0 1:0 | 1:0 0:1 | 1:0 3:1 |         | 1:1 2:0 | 2:0 3:0 | 2:1 2:1 | 0:0 1:0 | 2:0 4:2 | 5:3 1:1 | 1:5 0:1 | 0:1 3:0 | 2:0 3:0 |
| Unión Magdalena        | 3:1 4:0 | 2:0 1:1 | 1:5 0:0 | 2:1 2:2 | 1:0 1:4 |         | 2:2 3:0 | 2:0 3:3 | 5:1 2:2 | 4:2 1:2 | 0:1 6:4 | 5:3 4:2 | 2:2 0:2 | 2:0 0:0 |
| Independiente Medellín | 2:2 0:4 | 0:0 0:2 | 3:5 1:2 | 0:0 2:1 | 1:0 1:1 | 2:2 2:1 |         | 3:1 0:2 | 1:2 1:1 | 2:2 1:0 | 1:2 0:2 | 3:3 1:1 | 2:1 1:1 | 4:1 3:3 |
| Millonarios            | 4:1 2:0 | 3:2 3:1 | 1:2 2:1 | 4:1 3:1 | 0:0 3:1 | 3:0 4:1 | 3:2 2:0 |         | 1:1 2:0 | 4:3 3:1 | 2:3 0:1 | 1:0 5:3 | 4:2 3:4 | 4:1 3:0 |
| Atlético Nacional      | 2:2 2:2 | 2:0 2:1 | 1:1 0:1 | 1:1 3:0 | 1:1 1:3 | 4:4 3:2 | 3:2 2:3 | 2:3 1:1 |         | 4:0 0:0 | 2:2 1:3 | 4:1 1:1 | 1:2 3:0 | 2:1 2:1 |
| Once Caldas            | 1:1 0:3 | 0:0 2:2 | 0:1 2:1 | 4:1 4:2 | 3:0 1:2 | 2:1 0:2 | 1:2 1:1 | 1:2 2:0 | 0:0 4:1 |         | 1:1 1:1 | 1:2 2:2 | 2:4 1:1 | 1:2 4:1 |
| Deportivo Pereira      | 1:1 0:0 | 2:2 4:1 | 0:0 1:1 | 2:0 1:1 | 3:3 2:1 | 1:2 1:1 | 2:5 3:0 | 0:0 1:1 | 0:3 1:1 | 3:1 4:0 |         | 0:0 4:2 | 2:3 3:1 | 2:1 1:1 |
| Deportes Quindío       | 3:1 0:1 | 3:3 1:3 | 1:1 0:0 | 1:0 3:1 | 1:1 2:1 | 2:1 2:2 | 2:3 2:0 | 1:3 3:2 | 1:1 3:1 | 2:1 1:2 | 1:0 2:1 |         | 1:2 0:0 | 1:0 3:1 |
| Independiente Santa Fe | 2:0 1:1 | 7:1 0:1 | 1:1 2:3 | 1:1 1:2 | 2:1 2:3 | 1:0 3:2 | 1:4 2:0 | 3:6 1:1 | 4:1 1:2 | 3:3 1:0 | 1:1 2:2 | 2:2 2:0 |         | 2:0 6:0 |
| Deportes Tolima        | 4:4 0:3 | 1:0 1:1 | 0:0 2:1 | 0:2 0:0 | 0:4 1:0 | 2:2 4:4 | 1:1 0:1 | 2:3 1:1 | 0:2 1:0 | 3:5 0:5 | 0:0 2:2 | 1:1 1:0 | 0:0 2:1 |         |

|                                   |
| Bandera de Colombia               |
| Campeón Deportivo Cali 2.º título |

## Goleadores
| Jugador            | Equipo            | Goles |
| ------------------ | ----------------- | ----- |
| José María Ferrero | Millonarios       | 38    |
| Julio San Lorenzo  | América de Cali   | 24    |
| Ramón Rodríguez    | Deportivo Pereira | 23    |